# Allatu
Allatu of Allatum is bij westelijke Semitische volken, waaronder de Carthagiërs de godin van de onderwereld. Zij beantwoordt aan het model van Eresjkigal in de Mesopotamische mythologie. Allatu is daar de godin van de copulatie, de vrouw van Nergal. Mogelijk is zij dezelfde als de godin Arsay in de Kanaänitische mythologie.
Haar naam is verwant met Allāt, in feite een meervoudsvorm.